# Měchnov
Měchnov (dříve též Měchnějov) je místní částí městyse Divišova a nachází se 1 km od sjezdu dálnice D1 „Šternov“. Nedaleko leží kopec Vrcha (533 m), který se také dříve nazýval Měchnějov. Katastrální území měří 462,32 hektaru.

## Historie
První písemná zmínka o vesnici pochází z roku 1352.
Obec vznikla nedlouho po založení hradu Český Šternberk ve 13. století, k jehož panství patřila. Z roku 1391 pochází zmínka ohledně vykonávání patronátního práva Albrechtem ze Šternberka, který financoval místo oltářníka při mariánském oltáři v měchnovském kostele. Fara zanikla v době husitských válek.
Jednolodní měchnovský kostel svatého Martina je obdélníkového tvaru s apsidou. Mladšího data vzniku je hranolovitá věž v západním průčelí. Vstup z věže do lodi je gotický, ale samotná stavba byla v 18. století přestavěna v barokním slohu, stejně jako jeho vnitřní zařízení: hlavní sloupový oltář z počátku 18. století, krucifix a kazatelna. Oltář na jižní straně je rokokový, druhý pseudobarokní.
Nejstarší pohled na Měchnov je dochován na mapě šternberského panství z roku 1753 od Antonína F. Zástěry. Z Měchnova pochází kněz Karel Kočí.
V obci Měchnov (326 obyvatel) byly v roce 1932 evidovány:  tři hostince, dva lihovary (družstevní, Šternberg), pět rolníků, obuvník, obchod se smíšeným zbožím, dvě trafiky a velkostatek Šternberg.

## Další fotografie

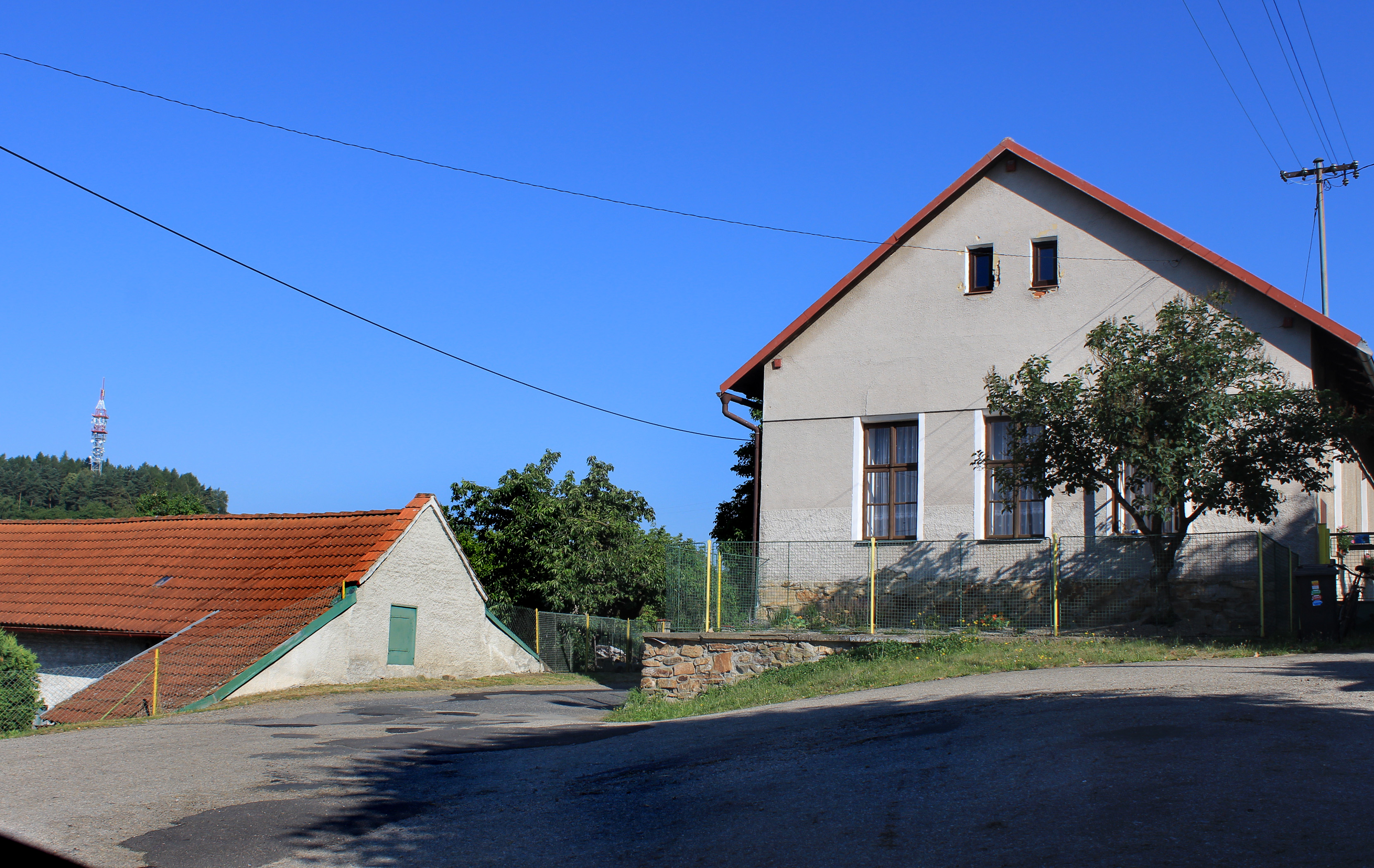
Domy na návsi
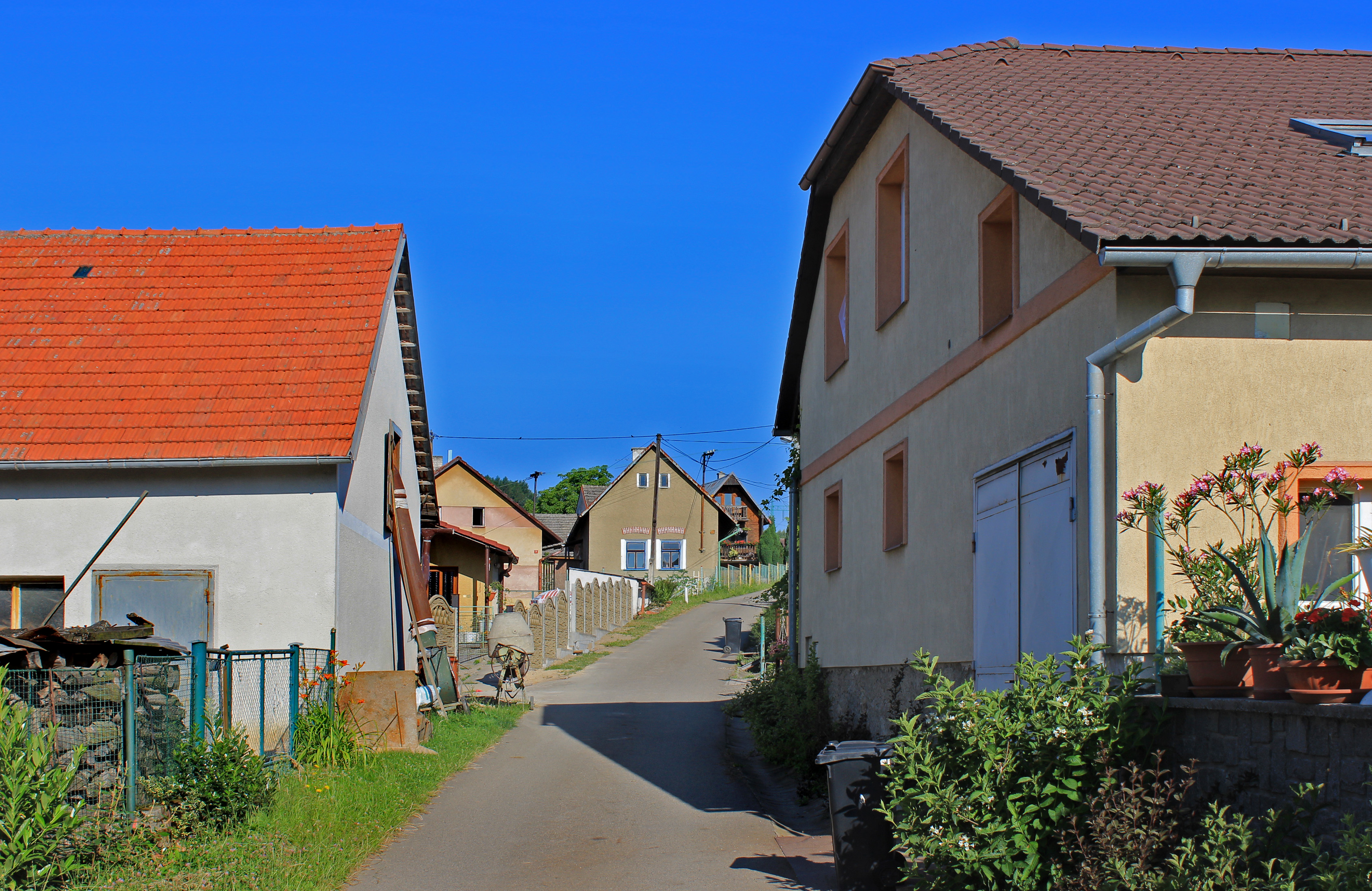
Východní část vsi
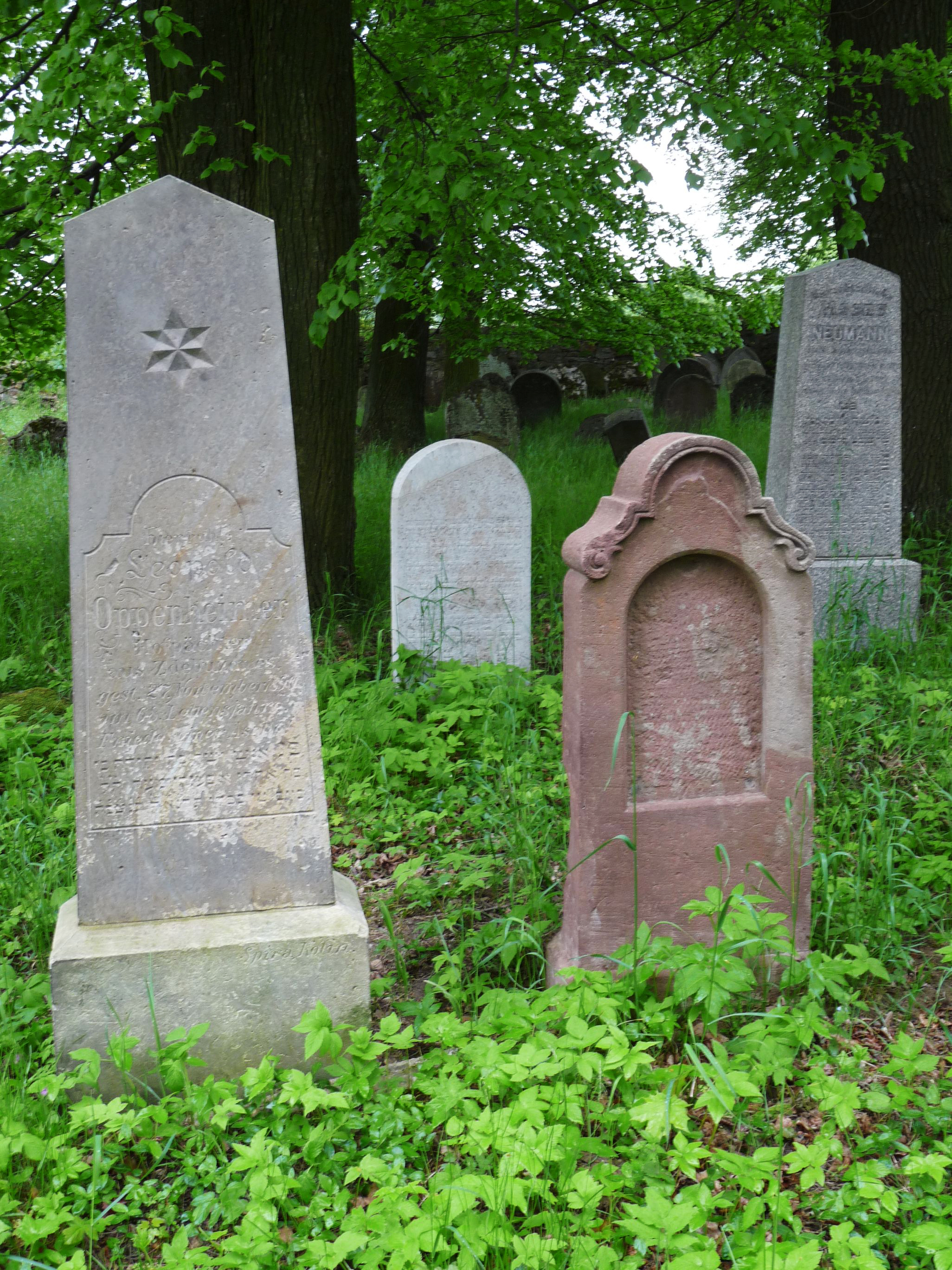
Židovský hřbitov severně od vsi